# Besseringen

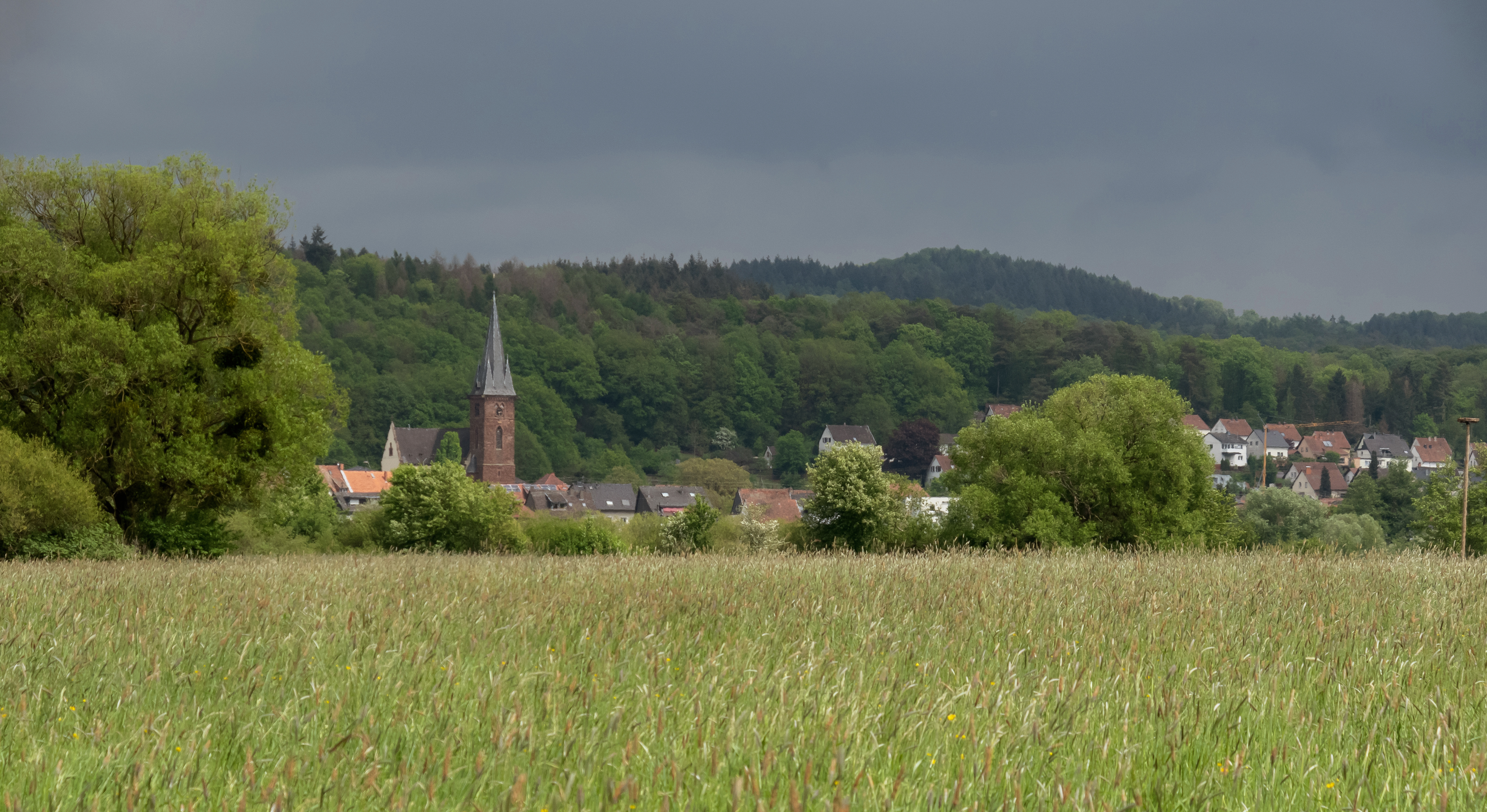
Dorfsansicht von Besseringen

Besseringen ist einer von 17 Stadtteilen der Stadt Merzig im Landkreis Merzig-Wadern (Saarland) und liegt auf halber Wegstrecke zwischen Trier und Saarbrücken am rechten Saarufer. Besseringen ist mit rund 3000 Einwohnern der drittgrößte Stadtteil der Kreisstadt. Er gliedert sich in die Ortsteile Ponten und Besseringen.

## Geschichte
Am 1. Januar 1974 wurde Besseringen in die Kreisstadt Merzig eingegliedert.
Im Jahre 1995 konnte der Ort sein 900-jähriges Bestehen und 1997 500 Jahre Besseringer Kapelle feiern. Im Jahre 2006 wurde der alte Besseringer Friedhof zu einem Bürgerpark im Rahmen der Gärten ohne Grenzen umgewidmet. Jährlich, am ersten Septemberwochenende, feiert der Ort sein „Linsenfest“, das aus der Tradition des Linsenanbaus hervorgegangen ist und unter der Regentschaft einer Linsenkönigin steht.

## Politik

### Wappen
Die Gemeinde Besseringen führte von 1957 bis zu ihrer Auflösung am 1. Januar 1974 ein eigenes Wappen. Es zeigt über einem silbernen Anker einen roten Krummstab begleitet von zwei grünen Eichenblättern.
Das Wappen wurde von dem Heimatforscher Kurt Hoppstädter entworfen. Die Zustimmung zur Führung des Wappens erteilte das Saarländische Innenministerium mit Beschluss vom 3. Dezember 1957. Gleichzeitig erhielt die Gemeinde das Recht, die Farben Grün-Weiß als Gemeindefarben zu führen. Mit der Eingemeindung von Besseringen in die Stadt Merzig zum 1. Januar 1974 verlor das Wappen seine amtliche Gültigkeit.

## Tourismus
Besseringen ist seit 1997 „staatlich anerkannter Erholungsort“. Seit den 1970er Jahren wurden Fremdenverkehr und Tourismus forciert. Der Ort ist ein Ausgangspunkt für Ausflüge im Dreiländereck Deutschland, Frankreich und Luxemburg. Für den Wandertourismus bieten sich viele Ziele in der Nähe an, so z. B. die Saarschleife mit der Burg Montclair, der Wolfspark des Werner Freund in Merzig oder das alte Kloster St. Gangolf in den Saarwiesen. Zu besichtigen ist auch das B-Werk Besseringen, ein Bunker aus dem Zweiten Weltkrieg. Für Fahrradtouristen sind Touren auf dem Saar-Radweg oder in den Saargau bzw. den Hochwälder Raum möglich.

## Verkehr
Besseringen hat eine DB-Haltestelle auf der Saarstrecke zwischen Saarbrücken und Trier. Über das Straßennetz ist der Ort über die A 8 oder die B 51 erreichbar.

## Öffentliche Einrichtungen
Kinderbetreuung
- Kindergarten und -krippe
- Waldkindergarten
- Kinderhort
- Grundschule
- Fußballplatz